# Булгаковы (князья)
Булгаковы — княжеский род, отрасль князей Патрикеевых, ведущих свое начало от государей Литовских. Род внесён в Бархатную книгу.
Князьями Булгаковыми назывались дети и иногда внуки московского боярина князя Ивана Васильевича Патрикеева по прозвищу Булгак, который был потомком Гедимина в VII колене. В Росписи государей Литовских записано: «А у Нариманта сын князь Патрекей. А у Патрекея были три сына: князь Федор — от него пошли Хованские, Да князь Юрья — была за ним дочь великого князя Васильева, а пошли от него Булгаковы, Щенятевы, Куракины, Да князь Александр — а пошли от него Корецкие».
Однако уже внуки Булгака носили фамилии по отцовским прозвищам, которые потом вытеснили фамилию Булгаков. Князь Иван Васильевич Булгак имел четырёх сыновей:
- Князь Иван Иванович Булгаков-Мешок (ок. 1466—1495) — боярин, детей не имел[1].
- Князь Андрей Курака (?—1521) — боярин, его потомки — князья Куракины
- Князь Михаил Голица (последняя четверть XV века — середина 1558) — боярин, его потомки — князья Голицыны
- Князь Дмитрий Иванович (?—после 1514) — боярин, детей не имел

Бархатная книга IV, 13:

РОДЪ БУЛГАКОВЫХЪ

У 2 Князя Патрекеева сына, у Князя Юрья Великаго Князя у зятя дети: Князь Василей, Князь Иванъ Юрьевичи.

У Князя Василья Юрьевича дети: Князь Иванъ Булгакъ.

Князь Данило Щеня; былъ у Великаго Князя Василья въ Бояряхъ. Отъ него пошли Голицыны.

Князь Андрей Курака. Отъ него пошли Куракины.
Князь Дмитрей бездетенъ.
В синодике московского Успенского Кремлёвского собора имеется запись: «Князю Михаилу Ивановичу Булгакову, пострадавшему в Литве в темнице за православие 40 лет и вышедши из Литвы и представившемуся у Живоначальной Троицы в иноках Иона и брату его князю Дмитрию Ивановичу Булгакову, пострадавшему в Литве 40 же лет за православие и представившемуся в темнице нужною смертью — вечная память».